# Henri Roos
Henri Roos (ur. 14 lipca 1998 w Tallinnie) – estoński biegacz narciarski, olimpijczyk z Pekinu 2022.
Mieszka w Jüri.

## Udział w zawodach międzynarodowych
| Impreza                     | Rok  | Gospodarz | Konkurencja       | Miejsce |                      |      |       |                   |     |
| --------------------------- | ---- | --------- | ----------------- | ------- | -------------------- | ---- | ----- | ----------------- | --- |
| Impreza                     | Rok  | Gospodarz | Konkurencja       | Miejsce | Igrzyska olimpijskie | 2022 | Pekin | bieg indywidualny | 70. |
| sprint                      | 41.  |           |                   |         | Igrzyska olimpijskie | 2022 | Pekin |                   |     |
| sprint drużynowy            | 11.  |           |                   |         | Igrzyska olimpijskie | 2022 | Pekin |                   |     |
| sztafeta mężczyzn           | 15.  |           |                   |         | Igrzyska olimpijskie | 2022 | Pekin |                   |     |
| Mistrzostwa świata          | 2019 | Seefeld   | sprint            | 59.     |                      |      |       |                   |     |
| Mistrzostwa świata juniorów | 2017 | Park City | bieg indywidualny | 63.     |                      |      |       |                   |     |
| Mistrzostwa świata juniorów | 2017 | Park City | bieg łączony      | 46.     |                      |      |       |                   |     |
| Mistrzostwa świata juniorów | 2017 | Park City | sprint            | 24.     |                      |      |       |                   |     |
| Mistrzostwa świata juniorów | 2018 | Goms      | bieg indywidualny | 65.     |                      |      |       |                   |     |
| Mistrzostwa świata juniorów | 2018 | Goms      | bieg łączony      | 66.     |                      |      |       |                   |     |
| Mistrzostwa świata juniorów | 2018 | Goms      | sprint            | 14.     |                      |      |       |                   |     |
| Mistrzostwa świata juniorów | 2018 | Goms      | sztafeta mężczyzn | 14.     |                      |      |       |                   |     |